# Dniprelstan (Volodîmîrivske), Zaporijjea
Dniprelstan (în ucraineană Дніпрельстан) este un sat în comuna Volodîmîrivske din raionul Zaporijjea, regiunea Zaporijjea, Ucraina.

## Demografie
Componența lingvistică a localității Dniprelstan
     Ucraineană (75,54%)
     Rusă (22,06%)
     Alte limbi (0,24%)
Conform recensământului din 2001, majoritatea populației localității Dniprelstan era vorbitoare de ucraineană (75,54%), existând în minoritate și vorbitori de rusă (22,06%) și armeană (1,44%).